# アップルゲート川

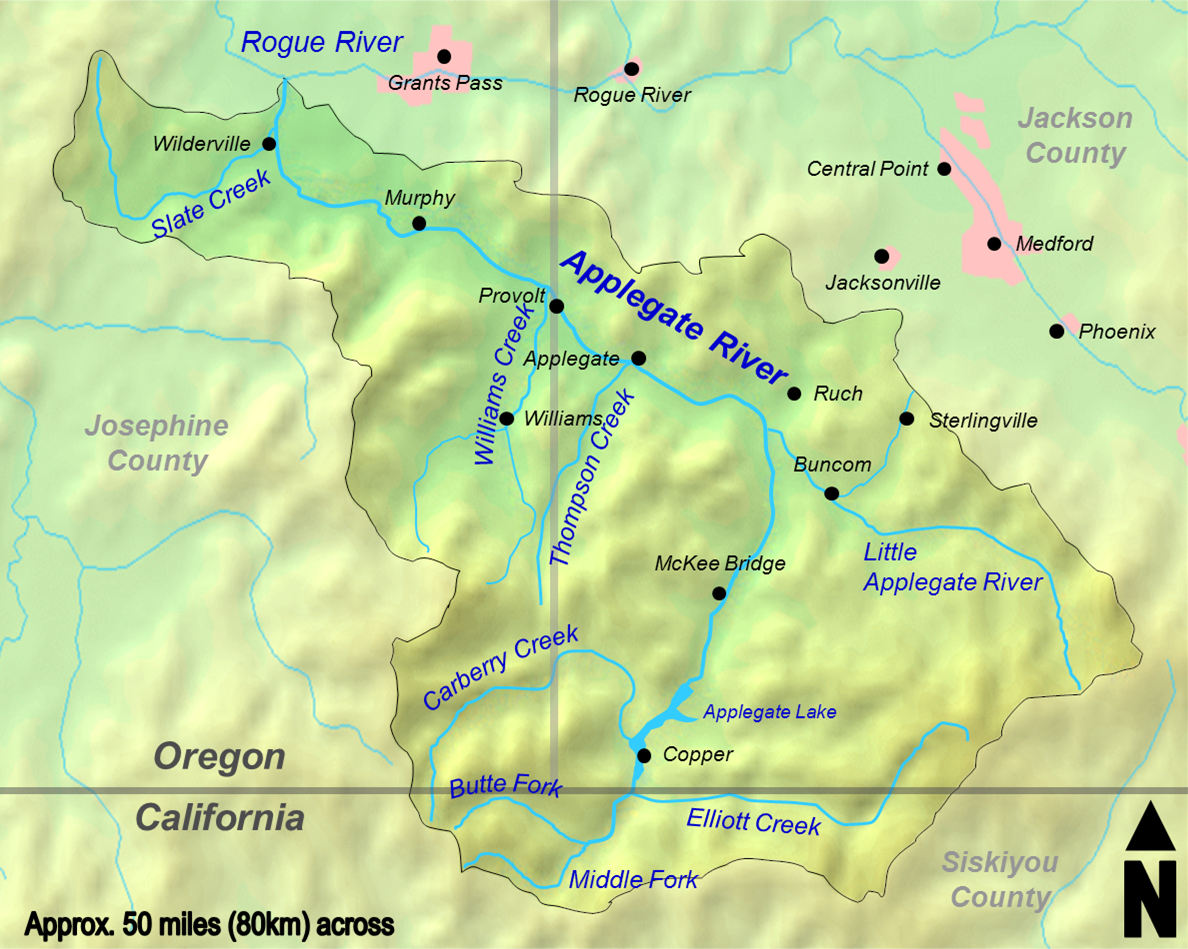
アップルゲート川流域図

アップルゲート川 (アップルゲートがわ、Applegate River) は主にアメリカ合衆国のオレゴン州を流れる川。ローグ川の支流。長さ51マイル（82km）、流域面積はおよそ698平方マイル（1,810 km2）。
カリフォルニア州北部シスキュー郡内のビュートフォークアップルゲート川 (Butte Fork Applegate River) とミドルフォークアップルゲート川 (Middle Fork Applegate River) の合流地点がアップルゲート川の始まりである。川は険しい峡谷を北へと流れ、オレゴン州との境界を越える直前でエリオットクリーク (Elliot Creek) が合流する。オレゴン州に入ると川はアップルゲートダムによりせき止められ、アップルゲート湖がつくられている。ダムより下流は北向きで少し東より流れ、リトルアップルゲート川が合流。
。Ruch付近でアップルゲート川は北西に流れをかえ、アップルゲート、Provoltを通過。Provolt付近でジャクソン郡とジョセフィーン郡の境界を越える。この区間で合流する支流にはトンプソンクリーク (Thompson Creek) とウィリアムズクリーク (Williams Creek) がある。マーフィー (Murphy) を通過し、北向きに流れを変えてワイルダービル (Wilderville) を通り、グランツパスの西6マイル（9.7 km）でローグ川に合流する。
アップルゲート川流域にはおよそ12000人が住んでおりいくつかの町があるがすべて未編入地域である。